# E47

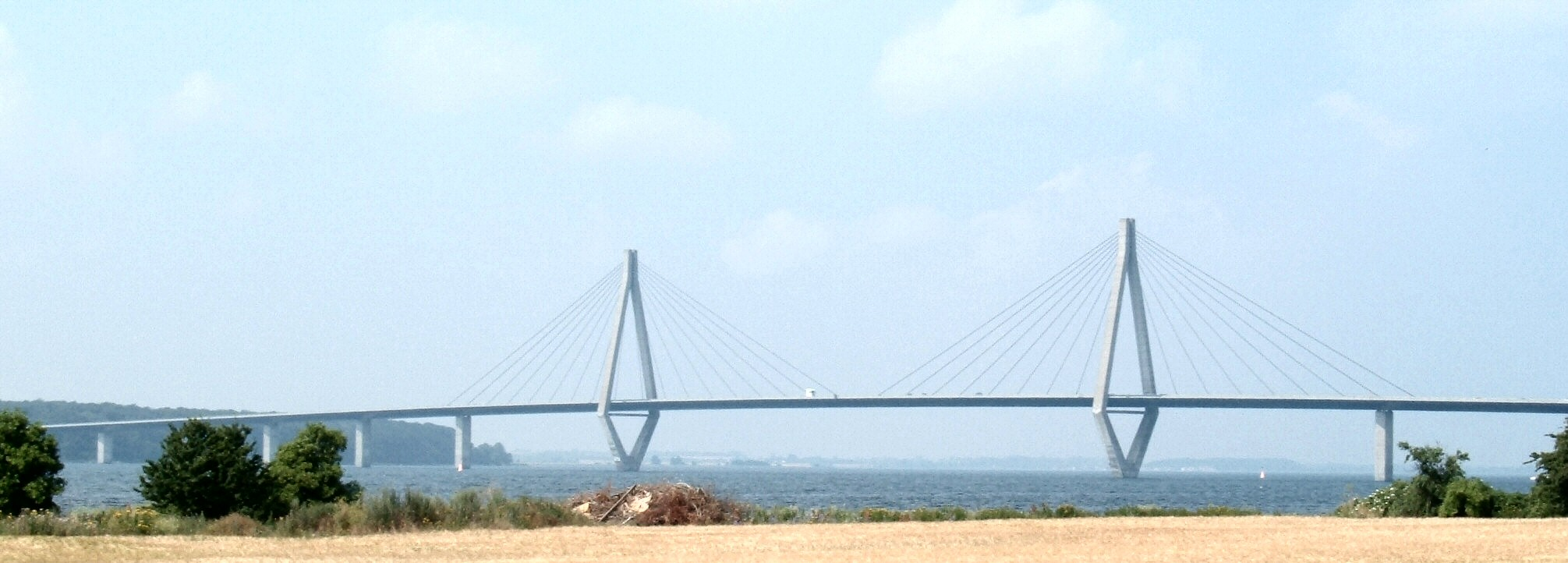
Södra Farøbron.

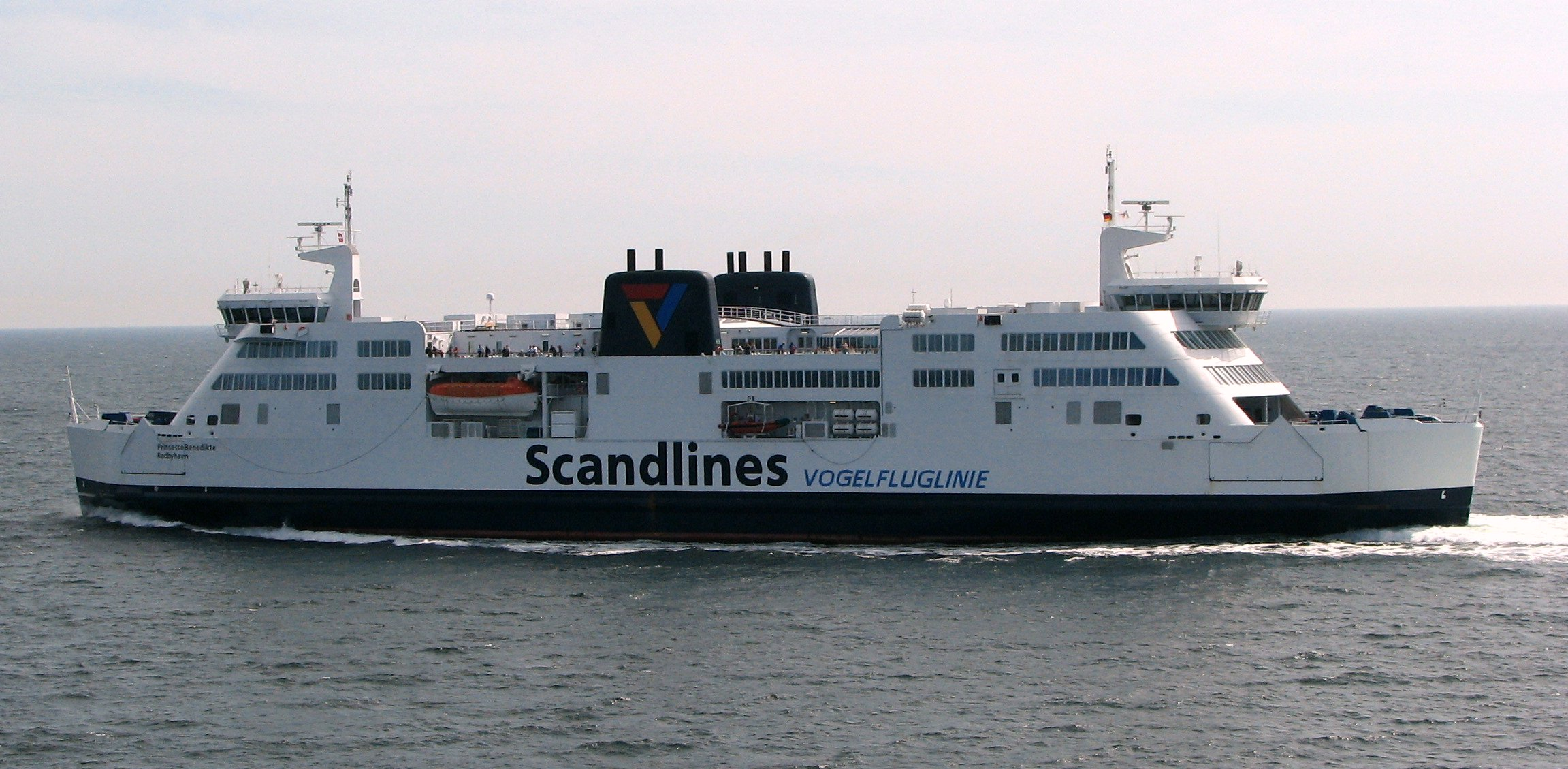
Färja på linjen Rødby–Puttgarden.

E47 eller Europaväg 47 är en europaväg som börjar i Helsingborg i Sverige, går via Danmark, och slutar i Lübeck i Tyskland. Vägen är 290 kilometer lång exklusive färjor.

## Sträckning
Helsingborg - (färja Sverige-Danmark) - Helsingör - Köpenhamn - Køge - Vordingborg - Farø - Rødby - (färja Danmark-Tyskland) - Puttgarden - Lübeck

## Standard
E47 är motorväg hela sträckan, utom två delsträckor. Sträckan genom Helsingör, 5 kilometer, är stadsgata och sträckan Puttgarden-Heiligenhafen, 25 kilometer, är korsningsfri landsväg.
Dessutom ingår två färjelinjer, se nedan.

## Färjor
Sträckan Helsingborg–Helsingör utgörs av en färjelinje över Öresund.
Vägen passerar Fehmarn Bält, ett cirka 20 km brett sund mellan Danmark och Tyskland. Här går en färjelinje, Rødby–Puttgarden. Man planerar att byggas en tunnel under sundet, se Fehmarn Bält-förbindelsen.
Båda färjesträckorna har mer än en tur i timmen, och man behöver normalt inte boka utom i högtrafik.

## Planer
Man räknar med att ha en tunnel under Fehmarn bält färdig år 2029, Fehmarn Bält-förbindelsen. De två regeringarna beslutade 2007 bygga tunneln, först tänkt som bro. Byggstart skedde 2021. Bygge av motorväg påbörjades 2023 på ön Fehmarn. Båda beräknas vara klara 2029. Efter det fattas en kort sträcka motorväg över Fehmarnsund i Tyskland, där en ny motorvägs och järnvägstunnel planeras byggas med start omkring 2025.

## Nationella vägar
E47 går inte på svensk mark. Sträckan i Danmark beskrivs i artikeln E47 (Danmark).
I Tyskland går alla europavägar längs vägar med nationella nummer. E47 följer Bundesstrasse 207 och Autobahn 1.

## Anslutningar
Vägen ansluter till 
- E4 i Helsingborg, vid färjeläget. E47 går inte på svensk mark.
- går gemensamt med E55 Helsingborg-Eskilstrup (på Falster) (163 km)
- går gemensamt med E20 Köpenhamn-Køge (26 km)
- och slutar vid E22 i Lübeck.

E47 skyltas inte i Sverige, utan färjelinjen skyltas på svensk sida "E4" (som enligt UNECE slutar i Helsingborg och inte nyttjar färjan).

## Alternativa vägar
En del använder andra vägar än E47 för att ta sig mellan två platser längs vägen eftersom det är två färjor och det finns alternativa men längre vägar via fasta förbindelser.
- Helsingborg(centrum)-Köpenhamn (centrum). Via Öresundsbron, 55 km längre, ingen färja.
- Helsingborg(norra trafikplatsen)-Rødby. Via Öresundsbron, 39 km längre, ingen färja.
- Köpenhamn (södra delen)-söder om Hamburg. Via Stora Bältbron, 165 km längre, ingen färja.

## Historik
E47 infördes i och med reformen av europavägsnumren 1985, och den hette E4 innan. E47 infördes 1985 och skyltades då endast i Tyskland. Det fanns då tanken att E6 genom Sverige och Norge också skulle heta E47. Sverige och Norge fick 1990 undantag att behålla de gamla numren på E4 och E6, då man hävdade att det skulle bli mycket dyrt att skylta om dessa extremt långa sträckor. I gengäld skyltade man om övriga europavägar till det nya systemet, vilket gjordes 1992, då också E47 genom Danmark skyltades. Man har i Sverige valt att behålla skyltningen E4 och E6 mot färjorna i Helsingborg och Trelleborg, trots att det inte stämmer med UNECE:s kompromiss.
Motorvägen längs danska E47 är byggd under tiden 1956-1990. Äldsta delen är Jægersborg – Hørsholm norr om Köpenhamn från 1956, Danmarks första motorväg. Redan 1941 resp 1942 påbörjades på tysk order motorvägarna Rødby – Sakskøbing (klar 1963) och Jægersborg - Hørsholm. Arbetet stoppades efter en tid och de färdigställdes först många år senare.
Sträckan Brønsholm(Hørsholm)–Mørdrup(Helsingør) öppnades 1974 vilket gjorde sträckan Köpenhamn – Helsingør(förort) klar. Förbifarten Motorring 3, mellan Jægersborg – Avedøre(Brøndby) byggdes 1966–1980.  Motorvägen var klar Köpenhamn – Køge 1972 och Køge – Ønslev inklusive Faröbroarna var klar 1990. Sträckan Ønslev-Sakskøbing genom Guldborgsundstunneln och anslutningar är byggd 1985 som motortrafikled men byggdes om till motorväg 2007.